# Pie de arte mayor
El pie de arte mayor o verso de arte mayor es un verso propio de la poesía culta medieval castellana del siglo XV. Fue cultivado, entre otros poetas, por Juan de Mena y el marqués de Santillana.

## Prosodia
El verso de arte mayor está compuesto de dos hemistiquios, cada uno de los cuales tiene un acento rítmico al principio y al final, separados por dos sílabas átonas. En el primer hemistiquio, delante de la primera marca rítmica puede haber dos sílabas, una o ninguna, y lo mismo sucede tras la segunda, por lo que el número de sílabas puede oscilar entre un mínimo de cuatro y un máximo de ocho:
(ta) (ta) tá ta ta tá (ta) (ta)
En el segundo hemistiquio, sin embargo, solo se admite una sílaba tras el segundo acento rítmico (no se admiten, pues, finales esdrújulos):
(ta) (ta) tá ta ta tá (ta)
La pauta se puede observar en los siguientes ejemplos, tomados del inicio de la obra Laberinto de Fortuna de Juan de Mena:
(Al) múy prepotén(te) / (Don) Juán el según(do)

(a)quél de quien Jú(piter) / óvo tal cé(lo)

(que) tánta de pár(te) / (le) fízo_en el mún(do)  

cuánta_a si més(mo) / (se) fízo en el cié(lo).

El número más habitual de sílabas es seis, lo que ha llevado a presentar en ocasiones este verso, erradamente, como dodecasílabo, considerando los abundantes hemistiquios pentasílabos y heptasílabos como irregularidades. En realidad, se trata de un verso acentual, no silábico.
El modo rítmico es muy estricto, por lo que solo resulta apto para una poesía culta alejada de la lengua estándar.